# Simeon Stylita starší
Svatý Simeon Stylita starší nebo počeštěně Šimon Stylita starší (také Sloupník či Sloupovník, asi 389–459; řecky Συμεών ὁ Στυλίτης čili Symeon Stylités) byl byzantský asketa, poustevník a světec.

## Život
Vyrostl jako syn pastevce stád, v mládí vstoupil do kláštera, odkud byl posléze vyhnán pro přílišné sebetrýznění, které zahrnovalo mimo jiné i přísný půst (během 40 dnů před Velikonocemi Simeon údajně nic nejedl ani nepil). Dalších 23 let žil asketickým životem poblíž syrského města Telanissu. Postupem času se stal v okolí populárním, takže za ním chodilo množství lidí, někteří aby jej pouze spatřili, jiní se s ním popřípadě radili. Aby byl vzdálen světské společnosti a mohl se věnovat zbožnému rozjímání, nechal si Symeon postavit sloup. Ten byl časem zvyšován, až dosáhl výšky 16 metrů. Na jeho vrcholu byla postavena malá plošina se zábradlím, na které nepřetržitě stál. Stravu a toaletu mu obstarávali jeho ctitelé pomocí kbelíku na kladce. Takto Simeon prožil dalších 36 let svého života – kázal odtud příchozím poutníkům, případně jim dával rady. Do politického života se takřka nevměšoval, jednou z několika výjimek byl jeho apel na císaře Theodosia II., aby zakázal stavět v syrské oblasti synagogy. Už za svého života byl považován za světce. Po jeho smrti 2. září 459 byly jeho ostatky přeneseny do Antiochie. Velká část relikvií vytvořených z jeho pozůstatků byla zanechána v tomto městě, aby tak byla zaručena jeho ochrana. Kolem sloupu byla vybudovaná impozantní svatyně a při ní klášter. Jeho příkladem se inspirovala řada dalších asketů zvaných stylité.

## Úcta

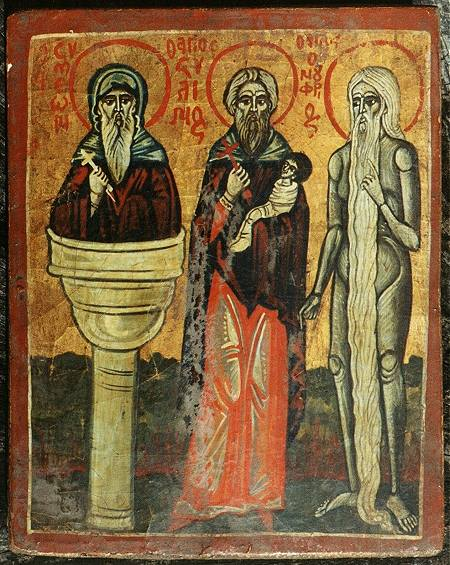
Simeon Stylita, Onufrius a Stylianos z Paflagonie, albánská ikona ze 16.-17. století

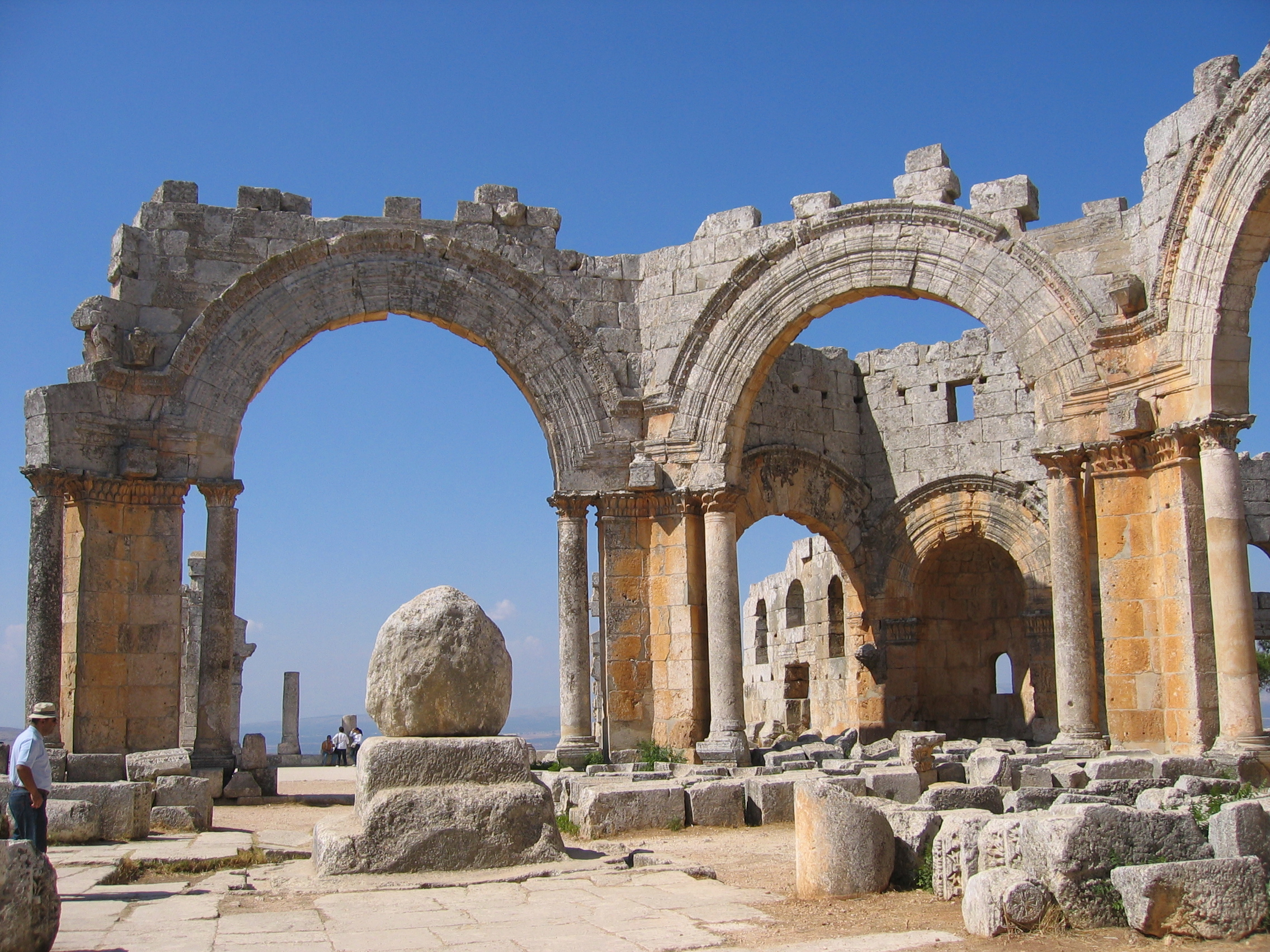
Qalʿat Simʿan, ruiny poutního kostela sv. Simeona, postavené kolem zbytku jeho sloupu (vyznačeného balvanem), Sýrie, 5. století, stav z roku 2005

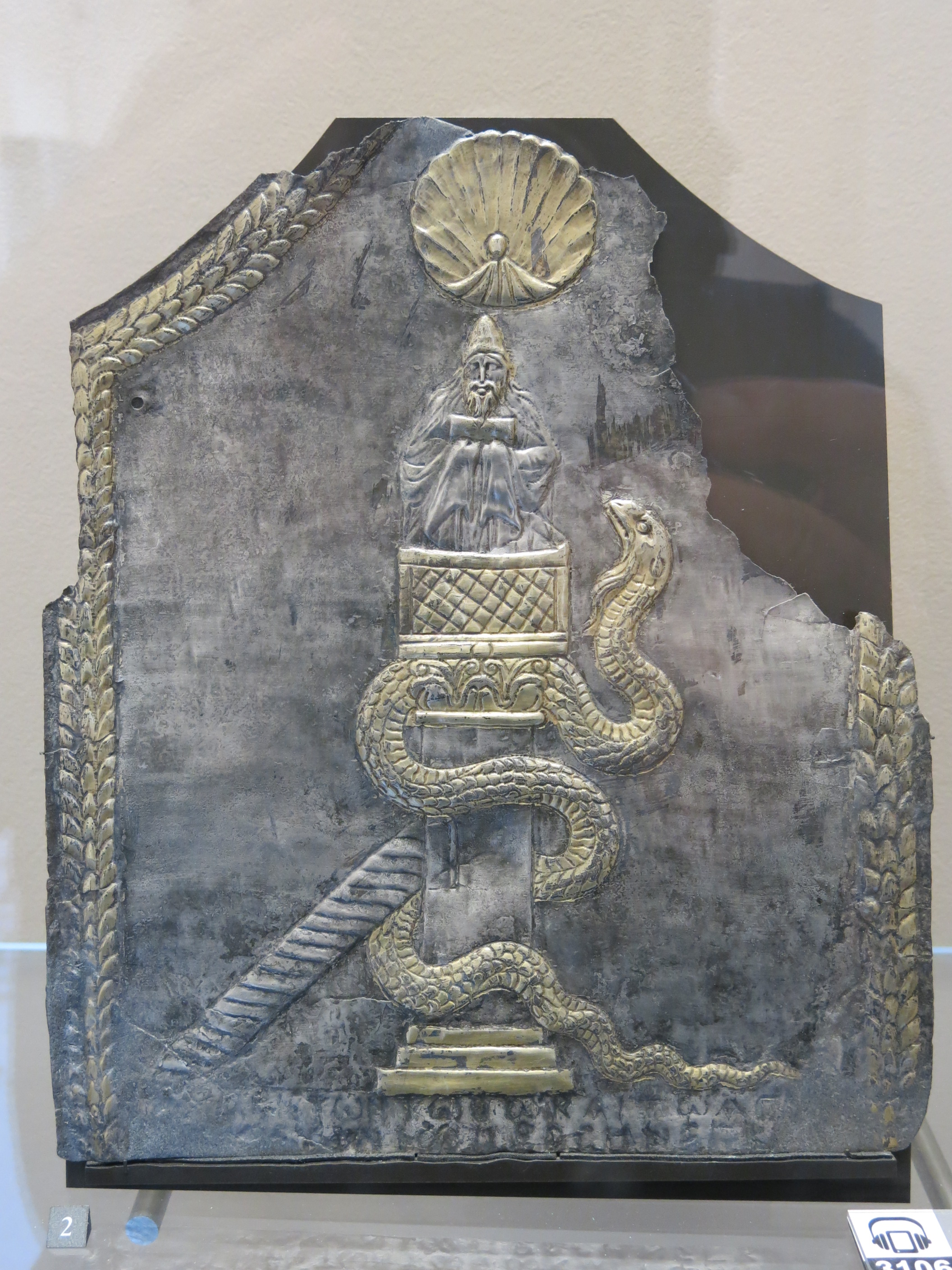
Stříbrné ex voto Sv. Simeona s darovacím nápisem, konec 6. století, z pokladu kláštera Ma'aret v Nomanu, Sýrie (Louvre)

Je uctíván jako světec - divotvůrce, a to církvemi jakobitů, pravoslavnou, katolickou, syrskou a koptskou církví. Jeho svátek se většinou slaví 27. července.

## Ikonografie a památky
Na ikonách bývá vyobrazen jako modlící se poustevník s dlouhými vlasy a plnovousem, stojící na sloupu s košovou hlavicí nebo s ochozem, někdy vybaveném kladkou nebo provazem s konvicí a košíkem. Sloup může být ovinut hadem, symbolem hříchu, který vylézá vzhůru a ohrožuje světce. Jindy je vyobrazen v oděvu metropolity východní církve s mitrou nebo homolovitou čepicí a červeným pláštěm. Pod sloupem stojí další poustevníci, často sv. Antonín poustevník, také Onufrius, Stylianos nebo poustevnice Marie Egyptská. Sloup může mít na ikonách podobu věže s vraty a schodištěm, což neodpovídá archeologickým, nálezům. Pod sloupem může být vyobrazeno mrtvé tělo matky, kterou divotvůrce podle legendy vzkřísil, nebo muž posedlý ďáblem, jemuž z úst vyskakuje černá postavička. Na vyobrazeních se dvěma sloupy stojí vedle sebe Simeon starší a Simeon mladší. Z poutních památek raného středověku býval centrem kostel Qalʿat Simʿan v syrské poušti, zbudovaný kolem sloupu a světcova hrobu. Odtud i z tras poutních cest (ze Sinaje, Palestiny, Sýrie a Turecka) se dochovaly hliněné ampule s reliéfem Simeona na sloupu a ex vota.